# Takuya Ohata
Takuya Ohata (født 28. maj 1990) er en japansk fodboldspiller, som spiller for den japanske fodboldklub SC Sagamihara.